# Національна бібліотека Мексики
19°19′00″ пн. ш. 99°11′03″ зх. д. / 19.316585479756° пн. ш. 99.184185589413° зх. д.
Національна бібліотека Мексики — найбільна наукова бібліотека Мексики, розташована в Центральному університетському містечку Національного автономного університету в Мехіко. Була заснована 26 жовтня 1833 року.
Як національна бібліотека, вона є провідним бібліографічним сховищем Мексики та бібліотекою обов'язкового примірника. Вона також збирає зарубіжні видання про Мексику. Її колекція налічує 1 250 000 документів, зокрема книги, карти та рукописи. Вона є однією з найбільших бібліотек у Латинській Америці.
Газети та інші періодичні видання зберігаються у Національній газетній бібліотеці Мексики, розташованій також у Центральному університетському містечку, поряд із приміщеннями Національної бібліотеки.

## Історія
Початковий фонд Національної бібліотеки сформували колекції розформованих Папського та Королівського університетів Мексики (попередник сучасного Національного автономного університету). Указ про заснування Національної бібліотеки набув чинності 26 жовтня 1833 року. У наступних указах 1846 та 1857 років робилися спроби уточнити завдання та функції бібліотеки.
Президент Беніто Хуарес видав указ 30 листопада 1867 року, відповідно до якого Національна бібліотека отримала більшість своїх сучасних прерогатив, включно з правом на обов'язковий примірник. Крім того, цим же указом бібліотека була перенесена до церкви Святого Августина вісторичному центрі Мехіко.
1914 року Національна бібліотека перейшла під управління Національного автономного університету Мексики. Коли університет отримав автономію у 1929 році, бібліотека стала його складовою. У 1967 році з метою полегшення управління Національною бібліотекою університет заснував Інститут бібліографічних досліджень.
Національна бібліотека переїхала на своє нинішнє місце у 1979 році. Однак резервний фонд залишився у спеціальному приміщенні у церкві Св. Августина. Будівлю було пошкоджено під час землетрусу 1985 року, внаслідок чого було вирішено збудувати нову прибудову до нинішньої будівлі Національної бібліотеки. Нова прибудова була відкрита у 1993 році.

## Послуги
Багато послуг бібліотеки доступні широкому загалу. До них належать відкрита кімната для роботи з книгами та компакт-дисками, а також окремі кімнати для мап, дидактичних матеріалів, аудіо- та відеозаписів, а також кімната з ресурсами для сліпих користувачів. Більшість документів, які є у цих залах, можуть бути частково відтворені на запит за невелику плату в приміщеннях бібліотеки.
Бібліотека також пропонує послуги каталогізації та зберігання книг. Екскурсії по об'єктах доступні на запит.
Загальний фонд бібліотеки має 1 500 000 томів та 60 000 рукописів, а також 4 000 книг шрифтом Брайля.
Резервний фонд містить найцінніші документи, що належать бібліотеці. Ця колекція доступна лише дослідникам і налічує близько 200 000 документів. Вона поділена на чотири частини:
- Рідкісні та цінні твори: 170 інкунабул[1], включно з виданням 1498 " Божественної комедії " Данте Аліг'єрі. Тут також є копії перших книг, надрукованих у Мексиці, найстарішими з яких є Recognitio summularum і Dialéctica resolutio Алонсо де ла Веракруса. Крім того, колекція Хосе Марії Лафрагуа містить кілька томів, що документують соціально-економічну історію Мексики між 1576 та 1924 роками.
- Архіви, рукописи та зображення: містить рукописи та архіви, створені кількома діячами та установами мексиканської історії. Зокрема тут є колекція фотографій, картин та гравюр, відома як Іконотека.
- Оригінальна колекція: 95 000 документів, більша частина яких була надрукована в Європі між 1501 і 1821 роками.
- Особливі колекції: приватні колекції та особисті бібліотеки, подаровані або придбані бібліотекою. Серед найвідоміших колекції Маріо Коліна Санчеса, Марії Асунсоло, Анхеля Поли, Габіно Барреди та інших.